# 斯蒂格·安德松-特维林
斯蒂格·安德松-特维林（瑞典語：Stig Andersson-Tvilling，1928年7月15日—1989年9月20日），瑞典男子冰球运动员。他曾代表瑞典参加1952年和1956年冬季奥林匹克运动会冰球比赛，获得一枚铜牌。